# Eggesin
Eggesin é uma cidade da Alemanha localizada no distrito de Vorpommern-Greifswald, estado de Mecklemburgo-Pomerânia Ocidental.
É membro e sede do Amt de Am Stettiner Haff.